# Wildes Blut
Wildes Blut (Originaltitel Ruby Gentry) ist ein US-amerikanisches Melodram unter Regie von King Vidor aus dem Jahr 1952.

## Handlung
Erzählt wird die Lebensgeschichte der Ruby Gentry von dem Arzt Saul Manfred, der in die konservative Kleinstadt Braddock in North Carolina gezogen ist; er wundert sich über die dortige starke Trennung zwischen Arm und Reich sowie die gesellschaftliche Enge. Auf einer Party lernt er die attraktive junge Frau Ruby kennen, die aus der Arbeiterfamilie Corey kommt. Auf derselben Feier trifft Ruby erstmals ihren früheren Verehrer Boake Tackman wieder, der nach dem Schulabschluss einige Jahre im Ausland verbracht hatte. Schon bald kommen sich die beiden wieder näher und es entbrennen wilde Gerüchte darüber. Der Beziehung von Ruby und Boake wird keine Chance gegeben, da er aus einer Familie mit einem gesellschaftlich weit höheren Status kommt, wenngleich diese seit dem Ende des Sezessionskrieges kontinuierlich an Besitz und Einfluss verloren hat. Boake will seiner Familie Tackman allerdings wieder zu neuem Glanz verhelfen und hat hierfür große Pläne. Er verlässt Ruby schließlich für die wohlhabende Tracy McAuliffe, zumal er das Geld von Tracys Familie für seine Geschäftspläne benötigt.
Ruby zieht unterdessen in das Haus des reichen Geschäftsmannes Jim Gentry, da dessen Frau Letitia im Sterben liegt und Pflege benötigt. Ruby steht dem mit ihrem Vater befreundeten Ehepaar sehr nahe, da sie als Jugendliche ein paar Jahre bei den kinderlosen Gentrys gelebt und bei ihnen ein Gespür für das Leben einer wohlhabenden Dame bekommen hatte. Schließlich hatten Rubys Eltern sie allerdings zurückgerufen, da sie Hilfe im Haushalt benötigten, und so musste sich Ruby wieder an ein Leben unter deutlich ärmeren Umständen gewöhnen. Nachdem Letitia ihrer Krankheit erlegen ist, macht Jim Ruby trotz des Alters- und Standesunterschiedes einen Heiratsantrag, den sie aus Zweckgründen annimmt.
Durch ihre Heirat mit Jim wird Ruby abermals zum Stadtgespräch. Ihre Herkunft aus armer Familie und ihre vorherige Beziehung mit Boake machen sie gesellschaftlich unakzeptabel für die sittenstrenge Stadtelite, sie wird ignoriert oder verspottet. Bei einer Feier im Country Club tanzen Ruby und Boake miteinander, woraufhin der erzürnte Jim eine Handgreiflichkeit mit Boake anfängt und Ruby beleidigt. Bei einem Segeltrip am nächsten Tag entschuldigt sich Jim bei ihr für sein Verhalten und erklärt, dass es ihm zukünftig egal sein werde, nur ihre Zweitwahl gewesen zu sein. Ruby entgegnet ihm, dass sie ihn liebt. Gerade da wird Jim von dem losgerissenen Segelbaum ins Meer gestoßen und versinkt, die verzweifelte Ruby kann das Boot nur mühsam unter Kontrolle bringen und Jim nicht mehr retten.
Anschließend wüten in der Stadt Spekulationen, dass Ruby ihren Ehemann umgebracht habe, um an dessen Geld zu gelangen. Die örtliche Zeitung deutet das ebenfalls in ihren Artikeln an und hupende Autos umkreisen das Anwesen von Ruby. Sie nutzt das Vermögen von Jim für einen Konter gegen ihre zahlreichen Gegner in der Stadt und kauft etwa Fabriken und die Lokalzeitung auf, um sie dann schließen zu lassen. Die Stimmung im Dorf richtet sich allerdings umso stärker gegen sie, da viele Menschen dadurch arbeitslos werden. Ihrem alten Liebhaber Boake bietet sie dagegen ihre Unterstützung bei seinen Plänen an, das Land seiner Familie wieder zu bewirtschaften. Sie will ihn auch privat für sich zurückgewinnen, doch Boake erklärt verächtlich, dass sie ihn nicht kaufen und sich auch nicht mit Geld aus ihrer ärmlichen Herkunft befreien könne. Daraufhin lässt Ruby das Land von Boake fluten, sodass sein Getreide ertrinkt.
Für die jährliche Entenjagd kehrt Ruby zu ihrer Familie zurück. An der Jagd nimmt auch Boake teil, bei dem sie sich nach weiteren Auseinandersetzungen schließlich für ihr Verhalten entschuldigt. Auf einmal schießt Rubys Bruder Jewel – ein religiöser Fanatiker, der jeden der Schritte seiner „sündigen“ Schwester mit Wut und Verachtung verfolgt hat – auf die beiden. Ruby und Boake verstecken sich vor dem zeitgleich predigenden und schießenden Verrückten im Sumpf, werden allerdings von ihm aufgespürt, als sie sich küssen. Jewel erschießt Boake und will auch Ruby töten, doch diese kommt ihm zuvor und kann ihn erschießen. Ruby kniet an der Leiche von Boake und bereut ihre Entscheidungen. Zuletzt sieht man Ruby als Frau mittleren Alters, die inzwischen als Skipperin auf einem Fährboot arbeitet.

## Hintergrund
Nach dem aufwendigen Western Duell in der Sonne im Jahr 1946 arbeiteten Regisseur King Vidor und Hauptdarstellerin Jennifer Jones wieder zusammen. Seit Duell in der Sonne befand sich die Karriere von Jennifer Jones in einem Abwärtstrend, da die meisten ihrer folgenden Filme an der Kinokasse enttäuschten. Zwischen ihren Charakteren in Duell in der Sonne und Wildes Blut gibt es einige Ähnlichkeiten: Eine lebhafte jungen Frau aus schwierigen Familienverhältnissen, die zu einer wesentlich reicheren Familie geschickt wird und dort aufgrund ihrer Herkunft unter gesellschaftlichen Vorurteilen leiden muss und außerdem zwischen zwei grundverschiedenen Männern steht. Charlton Heston und Karl Malden, die die Männer an Rubys Seite spielen, standen noch relativ am Anfang ihrer erfolgreichen Filmkarrieren. In North Carolina entstanden nur einige Außenaufnahmen, ansonsten wurde der Film komplett in Kalifornien im Filmstudio gedreht. An den Kinokassen wurde Wildes Blut schließlich zu einem Kassenerfolg, der die Karriere von Jennifer Jones zumindest für ein paar Jahre wiederbeleben konnte.
Die von Heinz Roemheld komponierte Filmmusik wurde unter dem Titel Ruby zu einem großen Erfolg, so gelangten allein im Jahr 1953 sechs verschiedene Coverversionen von Roemhelds Filmmusik in die Billboard Charts. Bekannte Aufnahmen des Filmthemas kommen von Richard Hayman, Les Baxter, Harry James, Victor Young und ihren Orchestern sowie vom Soulmusiker Ray Charles.
Die Country-Sängerin Bobbie Gentry, die gebürtig Roberta Lee Streeter heißt, wählte ihren Künstlernamen nach diesem Film.

## Synchronisation
In der deutschen Synchronfassung spricht Marianne Kehlau für Jennifer Jones als Ruby Gentry, Sebastian Fischer für Charlton Heston als Boake Tackman und Ernst Wilhelm Borchert für Karl Malden als Jim Gentry.

## Kritiken
Der Filmdienst beschreibt Ruby Gentry als „zu grob skizziertes und in der Darstellung nicht überzeugendes Melodram.“ Der All Movie Guide nennt den Film ein „recht involvierendes Südstaaten-Melodram“, das allerdings unter den Fehlbesetzungen in den Hauptrollen leide: Hestons Darstellung vermisse „jeglichen wirklichen Charme“ und Jennifer Jones könne eine solch lebhafte Figur wie Ruby Gentry nur mühsam auf eine glaubwürdige Art verkörpern, da sie stets in ihren leiseren Rollen am überzeugendsten gewesen sei. Zudem ließen „ein paar zu viele Klischees“ den Film etwas „gezwungen“ wirken. Auf der positiven Seite könne man die Arbeit von Regisseur Vidor verbuchen, der einige „sehr schöne individuelle Momente“ in den Film eingebaut habe, sowie die soliden Nebendarsteller, wobei hier neben Karl Malden und Barney Phillips insbesondere Josephine Hutchinson die sterbende Frau auf subtile Weise überzeugend darstelle.